# Désir de femme (film, 1945)
Pour les articles homonymes, voir Désir de femme.
Pour plus de détails, voir Fiche technique et Distribution.
Désir de femme (Guest Wife) est un film américain en noir et blanc réalisé par Sam Wood, sorti en 1945.

## Synopsis
Joe Parker est un célèbre reporter de guerre célibataire présentement à l’étranger ; il doit maintenant rentrer à New York. Or, par le passé, il avait menti à son patron éditeur pour obtenir des vacances supplémentaires : il lui avait dit qu'il s'était marié avec Mary, en réalité la femme de son ami d'enfance Chris Price. Aussi Joe supplie-t-il Chris de lui « prêter » Mary pour sauver son emploi. Cela n'enchante pas Mary, qui était sur le point de célébrer sa seconde lune de miel avec Chris, et qui est fatiguée que son mari idéalise Joe.
Lorsqu'ils arrivent à New York, Joe et Mary sont immédiatement emmenés à une conférence de presse, et leur photo se retrouve partout dans les journaux. Cela conduit à de nombreuses complications et malentendus, comme le patron de Chris qui, voyant les photos de Joe et Mary dans la presse, pense que Chris est adultère.
Mary décide de donner une leçon à Chris et Joe en leur faisant croire qu'elle est amoureuse de Joe.

## Fiche technique
- Titre français : Désir de femme
- Titre original : Guest Wife
- Réalisation : Sam Wood
- Scénario : Bruce Manning et John D. Klorer
- Musique : Daniele Amfitheatrof
- Décors : Lionel Banks
- Décorateur de plateau : George Sawley
- Photographie : Joseph A. Valentine
- Montage : William Morgan
- Producteurs : Jack H. Skirball (en) et Bruce Manning (non crédité)
- Société de production : Greentree Productions
- Société de distribution : United Artists
- Pays de production :  États-Unis
- Langue originale : anglais américain
- Format : noir et blanc — 35 mm — 1,37:1 — son : mono (Western Electric Recording)
- Genre : comédie romantique
- Durée : 90 minutes
- Dates de sortie :
  - États-Unis : 27 juillet 1945
  - France : 3 mars 1948

## Distribution
- Don Ameche : Joseph Jefferson Parker
- Charles Dingle : Arthur Truesdale Worth, le patron de Parker
- Dick Foran : Christopher Price
- Claudette Colbert : Mary Price, sa femme
- Edward Fielding : Arnold, le patron de Chris
- Grant Mitchell : le détective
- Marlo Dwyer : Susy
- Chester Clute : Urban Nichols
- Irving Bacon : le chef de gare Nosey
- Hal K. Dawson (en) : Dennis

Acteurs non crédités
- Clyde Fillmore : le président Reed
- Edward Gargan : serveur
- Robert Emmett Keane : Harry, barman
- Douglas Wood : Fyfe, invité au dîner